# Leptomyrina lara
The Cape Black-eye (Leptomyrina lara) là một loài bướm ngày thuộc họ Bướm xanh. Nó được tìm thấy ở Nam Phi, in Fynbos, Nama Karoo và Succulent Karoo throughout the West Cape to the East Cape, phần phía bắc của the Orange Free State, vùng núi của Lesotho và the North Cape.
Sải cánh dài 20–29 mm đối với con đực và 23–31 mm đối với con cái. Con trưởng thành bay từ tháng 8 đến tháng 4. There are several generations per year vào mùa hè và spring.
Ấu trùng ăn Kalanchoe lugardii, Crassula và Cotyledon species (bao gồm Cotyledon orbiculata).

## Hình ảnh

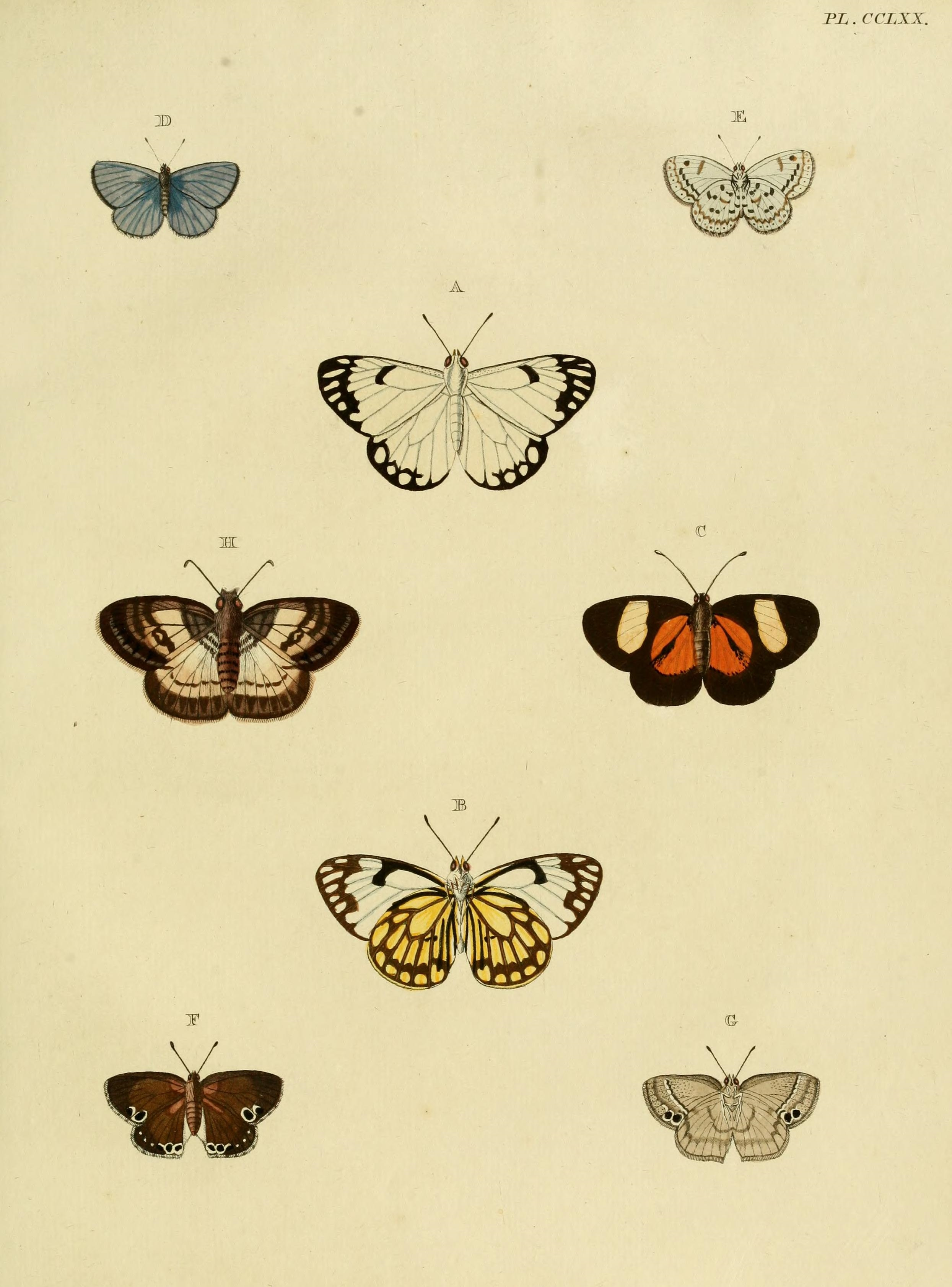